# Buttress Peak (Freyberg Mountains)
Der Buttress Peak (englisch für Pfeilerspitze) ist ein Berg im ostantarktischen Viktorialand. In den Freyberg Mountains ragt er am östlichen Ende des zentralen Gebirgskamms der Gallipoli Heights auf.
Seinen deskriptiven Namen erhielt der Berg durch den neuseeländischen Geologen Peter John Oliver, der ihn zwischen 1981 und 1982 im Rahmen des New Zealand Antarctic Research Program untersuchte.